# Knjižnica FE in FRI, Ljubljana
Knjižnica FE in FRI je visokošolska knjižnica in matična knjižnica Fakultete za elektrotehniko in Fakulteto za računalništvo in informatiko.

## Splošni podatki
Knjižnica FE in FRI je visokošolska knjižnica in je skupna dvema fakultetama: Fakulteti za elektrotehniko (v nadaljevanju FE) ter Fakulteti za računalništvo in informatiko (v nadaljevanju FRI).
Knjižnica se nahaja v prostorih FE in FRI na naslovu: Tržaška cesta 25, 1000 Ljubljana.
Urnik:
Knjižnica s čitalnico: ponedeljek - četrtek  8.00 – 15.00 ure, petek  8.00 – 14.00 ure
Popoldanska čitalnica: ponedeljek - četrtek  15.15 – 21.00 ure, petek  14.15 – 21.00 ure
Poletni in predpraznični urnik knjižnice s čitalnico: ponedeljek – četrtek  8.00 – 14.00 ure, petek  8.00 – 13.00 ure
Telefon: 01 4768 215 (izposoja, informacije)ali 01 4768 416 (vodja knjižnice)
E-naslov: knjiznica@fe.uni-lj.si 
URL: http://www.fe.uni-lj.si/knjiznica/splosna_predstavitev/

## Zgodovina
Knjižnica je že od začetka svojega razvoja močno povezana z izobraževalno in raziskovalno dejavnostjo matične ustanove. Elektrotehnika je bila na ozemlju današnje Slovenije precej razvita že pred prvo svetovno vojno. Začetek visokošolskega študija je bil 19. maja 1919 z ustanovitvijo tehničnih tečajev. S tem jim je bil priznan akademski status. 
Že ob ustanovitvi Univerze v Ljubljani je bilo ustanovljeno Akademsko društvo jugoslovanskih tehnikov, ki je združevalo tehnike vseh strok. Temeljna naloga društva je bila zagotavljanje pomoči članom pri oskrbi s knjigami, skriptami, papirjem, risalnim priborom in ostalimi učnimi pripomočki. Društvo je imelo svojo knjižnico. Po letu 1923 se je knjižnica zaradi različnih interesov posameznih strok pri nabavi literature in strokovnega izpopolnjevanja razdelila glede na strokovno usmerjenost. 
Najprej je bila knjižnica oddelka za elektrotehniko namenjena le učnemu osebju, šele kasneje tudi študentom. 
Na ugled Fakultete za elektrotehniko v svetu je močno vplivala revija Elektrotehniški vestnik, ki je še danes močno povezana s knjižnico. Uredništvo Elektrotehniškega vestnika je v zamenjavo za svojo revijo prejemalo vrsto strokovnih revij iz celega sveta, ki so dostopne v knjižnici. Knjižnica je prav tako dobro  preskrbljena z vodilno literaturo na področju elektrotehniške znanosti, saj so znane založbe iz vseh kontinentov pošiljale v recenzijo strokovne knjige.
V obdobju zadnjih desetih let v knjižnici najbolj izstopata njena prostorska razširitev, preureditev ter avtomatizacija poslovanja. Od leta 1993 je knjižnica tudi polnopravna članica sistema COBISS.
(Splošna predstavitev, 2009)

## Gradivo
Knjižnica skrbi za sistematično zbiranje, hranjenje in izposojo učbenikov, ki jih izdaja fakultetna založba. Dopolnjuje zbirke obvezne in priporočene literature za študij pri posameznih predmetih, dopolnjuje pa tudi priročne zbirke (slovarji, priročniki, enciklopedije). Neprekinjeno zbira in hrani vodilne tuje in domače revije s področja elektrotehnike in računalništva. Knjižnica načrtno zbira, strokovno obdeluje in hrani po en izvod vseh diplomskih nalog, magistrskih del in doktorskih disertacij, ki so jih kandidati zagovarjali na Fakulteti za elektrotehniko ali na Fakulteti za računalništvo in informatiko. Dopolnjuje pa tudi osebne bibliografije raziskovalcev obeh fakultet, FE in FRI.
Večina knjižničnega gradiva je v zaprtih skladiščih. V prostem pristopu je le referenčno gradivo, ki je dostopno v eni od čitalnic ter revije (za obdobje dveh let), ki so dostopne v revijski čitalnici. Revije so razporejene po abecedi naslova. Gradivo ni ločeno za vsako od fakultet posebej, ampak je pomešano. 

## Izposoja
Za izposojo želenega gradiva, je treba le to prej rezervirati po COBISS-u ali pa pri izposojevalnem pultu, kjer se počaka, da knjižničarka prinese naročeno gradivo. 
Za izposojo knjig študentje potrebujejo študentsko izkaznico, ostali uporabniki pa izkaznico knjižnice. Podaljšanje gradiva je možno preko storitve »Moja knjižnica« na COBISS-u. 
Revije si lahko uporabniki sposodijo le za čitalnico ali fotokopiranje. Stari letniki revij so shranjeni v skladišču in se jih lahko naroči pri izposojevalnem pultu. 
Diplomske naloge, magistrska dela in doktorske disertacije so spravljene v skladišču. Do njih se lahko pride s predhodnim naročilom. Izposodi se jih lahko le za čitalnico. Fotokopiranje ni dovoljeno.

## Dejavnosti in storitve
BIBLIOGRAFIJE RAZISKOVALCEV
Vodenje in vnos bibliografij raziskovalcev v sistemu COBISS je stalna in odgovorna knjižnična storitev. V redno delo knjižnice je tekoče in skrbno zbiranje ter vnos podatkov o objavah raziskovalcev vključeno od leta 1997 dalje. Bibliografske zapise lahko kreira samo strokovno usposobljeno osebje z licenco ob avtorjevi predložitvi primarnih dokumentov in druge potrebne dokumentacije. Dokumentacija je hranjena v knjižnici v osebnih mapah predlagateljev.
(Splošna predstavitev, 2009)
E-KNJIŽNICA
Na spletni strani knjižnice je tudi e-knjižnica. Le ta vsebuje povezave na različne vire, ki so s področja elektrotehnike in računalništva. To so knjižnični katalogi, e-revije, specializirane zbirke, e-knjige, slovarji, ePrints FRI (zbirka del FRI), portal DiKUL, portal dLib.si ter COBISS. Nekateri od njih so prosto dostopni, za nekatere pa je potrebno geslo za »oddaljeni dostop«. To storitev lahko uporabljajo aktivni člani knjižnice FE in FRI, zaposleni in študenti, vpisani na eno teh dveh fakultet. 
Knjižnica s svojim prispevkom sodeluje v številnih konzorcijih elektronskih revij in knjig (Science Direct, SpringerLink, IEEE/IET Electronic Library IEL, Wiley Interscience, SAGE Premier, EIFL Direct, NetLibrary, Safari Books Online).

## Uporabniki
Knjižnica Fakultete za elektrotehniko (FE) in Fakultete za računalništvo in informatiko (FRI) je visokošolska knjižnica. Sprva je bila namenjena le učnemu osebju. Danes so njeni primarni uporabniki študenti, učitelji, sodelavci in raziskovalci matičnih fakultet. Namenjena pa je tudi potrebam drugih uporabnikov pri študiju in pri pedagoškem ter raziskovalnem delu.

## Zaposleni
V knjižnici je zaposlenih pet knjižničark:
- mag. Zdenka Oven, univ. dipl. bibl. - vodja knjižnice
- Irma Čuk - informacije, izposoja
- Tatjana Bolha - informacije, izposoja
- Marjeta Longyka, univ. dipl. slovenistka - katalogizacija, obdelava gradiva
- Petra Simonič, univ. dipl. bibl. - katalogizacija, obdelava gradiva